# وجدان ۱۲۵۲۴
سیارک ۱۲۵۲۴ (به انگلیسی: 12524 Conscience، نامگذاری:1998HG103) دوازده هزار و پانصد و بیست و چهارمین سیارک کشف شده‌است که در ۲۵ آوریل ۱۹۹۸ کشف شد.
قدر مطلق سیارک برابر ۱۴.۱ است.